# Campeonato Carioca de Futebol
O Campeonato Carioca de Futebol, mais conhecido como Campeonato Carioca e popularmente como Cariocão, e oficialmente como Campeonato Estadual do Rio de Janeiro, é a principal competição estadual entre os times de futebol do estado do Rio de Janeiro, no Brasil.
Disputado desde 1906, o Campeonato passou a ser organizado pela Federação de Futebol do Estado do Rio de Janeiro (FERJ) a partir de 1979. Atualmente, a competição inicia-se em janeiro e vai até meados de abril. O primeiro campeão foi o Fluminense e o atual campeão é o Flamengo, que venceu seu 39.º título em 2025. Os quatro maiores vencedores são os clubes do "G4 carioca": Flamengo (39), Fluminense (33), Vasco da Gama (24) e Botafogo (21). Esse domínio fez do Cariocão ser o único campeonato estadual sem clubes de fora da capital campeões até 2025.

## História

Primeiro troféu do Campeonato Carioca, entregue aos campeões entre 1906 e 1919.

O campeonato estadual atual é disputado desde 1979, após a fusão entre a Federação Carioca de Futebol e a Federação Fluminense de Desportos, formando a Federação de Futebol do Estado do Rio de Janeiro (FERJ), em setembro de 1978, três anos depois da fusão entre o Estado da Guanabara e o antigo Estado do Rio de Janeiro, cuja capital era Niterói. Até então, existia o Campeonato Carioca, Campeonato Fluminense e o Campeonato Fluminense de Seleções.

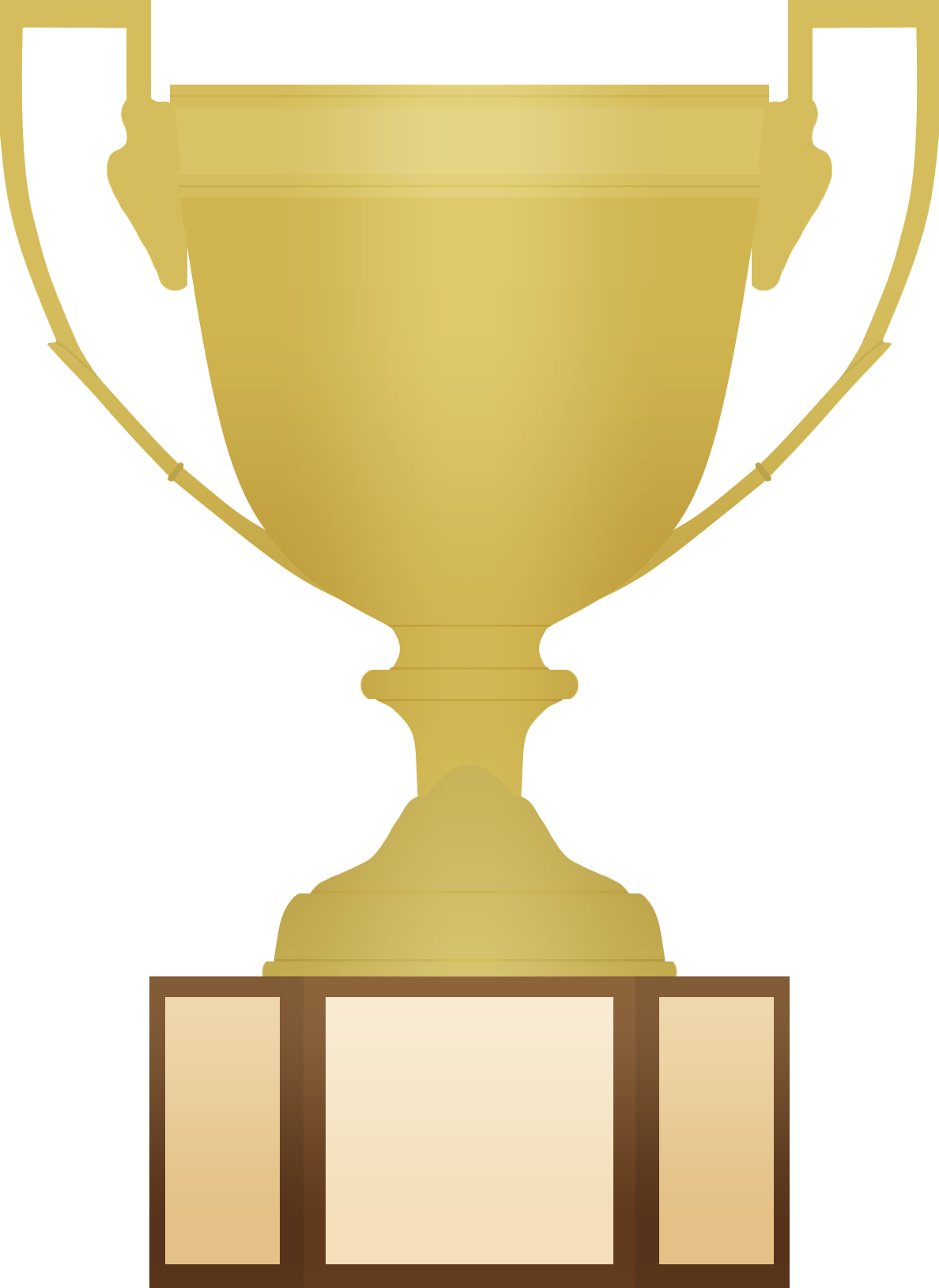
Ilustração do atual troféu do Campeonato Carioca, o mesmo é inspirado na "Taça Municipal" que foi entregue aos campeões cariocas de 1908 a 1916 pela Liga Metropolitana de Sports Athleticos (LMSA).

O termo "carioca" foi popularmente mantido ao nome deste campeonato estadual por dois motivos: o primeiro por conta da tradição, já que os grandes clubes do estado, quando o Rio de Janeiro ainda era a capital do Brasil, disputavam o Campeonato Carioca e não o Campeonato Fluminense; o segundo por popular e culturalmente carioca ser o gentílico mais utilizado pela maioria da população e o gentílico pelo qual seus habitantes são usualmente conhecidos fora do Estado do Rio de Janeiro, sendo carioca o gentílico de facto do Rio de Janeiro, não de direito. Atualmente, alguns grupos sociais buscam o reconhecimento junto à Assembleia Legislativa do Rio de Janeiro (ALERJ) de carioca como gentílico estadual co-oficial, junto com o antigo gentílico fluminense. Por conta disso, este é o único campeonato estadual do Brasil a não utilizar o gentílico oficial de quem nasceu no estado, seja em seu nome oficial ou no nome popular.
A primeira temporada do Campeonato, relativa ao então Distrito Federal, foi disputada em 1906 e é, portanto, a terceira competição estadual mais antiga do país, atrás do Campeonato Paulista e do Campeonato Baiano. A primeira partida pelo Campeonato Carioca foi disputada em 3 de maio de 1906, no Campo da rua Guanabara, no bairro de Laranjeiras, e o resultado foi 7–1 para o Fluminense contra o Paissandu, com o primeiro gol da história sendo marcado pelo atacante do Fluminense Horácio da Costa.
Até os anos 1960, o Campeonato eram disputados por sistema de pontos corridos, havendo várias vezes um campeão por antecipação. Vez por outra, coincidia de na última rodada dois clubes se enfrentarem estando em disputa do título. Apenas duas vezes o Campeonato Carioca foi decidido fora da cidade do Rio de Janeiro: a primeira, logo na edição inicial, em 1906, decidido em Niterói, no campo do Rio Cricket Associação Atlética. Já a decisão de 2013 ocorreu em Volta Redonda, no Estádio Raulino de Oliveira.
A final do Campeonato Carioca de 1963, um Fla-Flu (empate sem gols que rendeu o título ao Flamengo), detém o recorde mundial de público de partidas entre clubes: 194 603 espectadores.

## Lista de campeões
| Ano           | Campeão                     | Placar(es)        | Vice                   | 3.º lugar                  | 4.º lugar                         |
| ------------- | --------------------------- | ----------------- | ---------------------- | -------------------------- | --------------------------------- |
| 1906 Detalhes | Fluminense (1)              | [ nota 1 ]        | Paissandu              | Rio Cricket                | Botafogo                          |
| 1907 Detalhes | Fluminense (2) Botafogo (1) | Não houve         | Não houve              | AA Internacional Paissandu | Não houve                         |
| 1908 Detalhes | Fluminense (3)              | [ nota 1 ]        | Botafogo               | America                    | Rio Cricket                       |
| 1909 Detalhes | Fluminense (4)              | [ nota 1 ]        | Botafogo               | America                    | Riachuelo FC                      |
| 1910 Detalhes | Botafogo (2)                | [ nota 1 ]        | Fluminense             | America                    | Riachuelo FC                      |
| 1911 Detalhes | Fluminense (5)              | [ nota 1 ]        | America                | Rio Cricket                | Paissandu                         |
| 1912 Detalhes | Botafogo (3)                | [ nota 1 ]        | SC Americano           | Paulistano-RJ              | Germânia                          |
| 1912 Detalhes | Paissandu (1)               | [ nota 1 ]        | Flamengo               | America                    | Rio Cricket                       |
| 1913 Detalhes | America (1)                 | [ nota 5 ]        | Botafogo Flamengo      | Não houve                  | Paissandu                         |
| 1914 Detalhes | Flamengo (1)                | [ nota 1 ]        | America Botafogo       | Não houve                  | Fluminense                        |
| 1915 Detalhes | Flamengo (2)                | [ nota 1 ]        | Fluminense             | America                    | Botafogo                          |
| 1916 Detalhes | America (2)                 | [ nota 1 ]        | Botafogo               | Bangu                      | Flamengo                          |
| 1917 Detalhes | Fluminense (6)              | [ nota 1 ]        | America                | Flamengo                   | São Christóvão                    |
| 1918 Detalhes | Fluminense (7)              | [ nota 1 ]        | Botafogo               | São Christóvão             | Flamengo                          |
| 1919 Detalhes | Fluminense (8)              | [ nota 1 ]        | Flamengo               | Botafogo                   | São Christóvão                    |
| 1920 Detalhes | Flamengo (3)                | [ nota 1 ]        | Fluminense             | America                    | Botafogo                          |
| 1921 Detalhes | Flamengo (4)                | [ nota 1 ]        | America                | Bangu Andarahy             | Não houve                         |
| 1922 Detalhes | America (3)                 | [ nota 1 ]        | Flamengo               | Fluminense                 | Botafogo                          |
| 1923 Detalhes | Vasco da Gama (1)           | [ nota 1 ]        | Flamengo               | São Christóvão             | Fluminense                        |
| 1924 Detalhes | Fluminense (9)              | [ nota 1 ]        | Flamengo               | São Christóvão             | Botafogo                          |
| 1924 Detalhes | Vasco da Gama (2)           | [ nota 8 ]        | Bonsucesso             | Engenho de Dentro AC       | Andarahy                          |
| 1925 Detalhes | Flamengo (5)                | [ nota 1 ]        | Fluminense             | Vasco da Gama              | Botafogo                          |
| 1926 Detalhes | São Christóvão (1)          | [ nota 1 ]        | Vasco da Gama          | Fluminense                 | Bangu                             |
| 1927          | Flamengo (6)                | [ nota 1 ]        | Fluminense             | America                    | Vasco da Gama                     |
| 1928          | America (4)                 | [ nota 1 ]        | Vasco da Gama          | Botafogo                   | Flamengo                          |
| 1929          | Vasco da Gama (3)           | 0 – 0 1 – 1 5 – 0 | America                | São Christóvão             | Fluminense                        |
| 1930          | Botafogo (4)                | [ nota 1 ]        | Vasco da Gama          | America                    | Bangu                             |
| 1931          | America (5)                 | [ nota 1 ]        | Vasco da Gama          | Bangu                      | Botafogo                          |
| 1932          | Botafogo (5)                | [ nota 1 ]        | Flamengo               | Andarahy                   | Bangu São Christóvão              |
| 1933 Detalhes | Botafogo (6)                | [ nota 1 ]        | Olaria                 | Andarahy                   | Engenho de Dentro AC Confiança-RJ |
| 1933 Detalhes | Bangu (1)                   | [ nota 1 ]        | Fluminense             | Vasco da Gama Bonsucesso   | Não houve                         |
| 1934 Detalhes | Botafogo (7)                | [ nota 10 ]       | Andarahy               | Olaria Mavílis FC          | Não houve                         |
| 1934 Detalhes | Vasco da Gama (4)           | [ nota 1 ]        | São Christóvão         | America Bangu              | Não houve                         |
| 1935 Detalhes | Botafogo (8)                | [ nota 1 ]        | Vasco da Gama          | São Christóvão             | Andarahy                          |
| 1935 Detalhes | America (6)                 | [ nota 1 ]        | Fluminense             | Flamengo                   | Bonsucesso                        |
| 1936 Detalhes | Vasco da Gama (5)           | 0 – 1 2 – 1       | Madureira              | São Christóvão             | Botafogo                          |
| 1936 Detalhes | Fluminense (10)             | 2 – 2 4 – 1 1 – 1 | Flamengo               | America                    | Bonsucesso                        |
| 1937 Detalhes | São Christóvão (2)          | [ nota 1 ]        | Madureira              | Vasco da Gama              | Bangu                             |
| 1937 Detalhes | Fluminense (11)             | [ nota 1 ]        | Flamengo               | Vasco da Gama              | Botafogo                          |
| 1938          | Fluminense (12)             | [ nota 1 ]        | Flamengo               | Botafogo Vasco da Gama     | Não houve                         |
| 1939          | Flamengo (7)                | [ nota 1 ]        | Botafogo               | São Christóvão             | Fluminense                        |
| 1940          | Fluminense (13)             | [ nota 1 ]        | Flamengo               | Vasco da Gama              | Botafogo                          |
| 1941 Detalhes | Fluminense (14)             | [ nota 13 ]       | Flamengo               | Botafogo                   | Vasco da Gama                     |
| 1942          | Flamengo (8)                | [ nota 1 ]        | Botafogo               | Fluminense                 | São Christóvão                    |
| 1943          | Flamengo (9)                | [ nota 1 ]        | Fluminense             | São Cristóvão              | Vasco da Gama                     |
| 1944 Detalhes | Flamengo (10)               | [ nota 1 ]        | Vasco da Gama Botafogo | Não houve                  | Fluminense                        |
| 1945 Detalhes | Vasco da Gama (6)           | [ nota 1 ]        | Botafogo               | America Flamengo           | Não houve                         |
| 1946          | Fluminense (15)             | [ nota 14 ]       | Botafogo               | Flamengo                   | America                           |
| 1947 Detalhes | Vasco da Gama (7)           | [ nota 1 ]        | Botafogo               | America                    | Fluminense                        |
| 1948          | Botafogo (9)                | [ nota 1 ]        | Vasco da Gama          | Fluminense Flamengo        | Não houve                         |
| 1949 Detalhes | Vasco da Gama (8)           | [ nota 1 ]        | Fluminense             | Flamengo                   | Botafogo                          |
| 1950 Detalhes | Vasco da Gama (9)           | [ nota 1 ]        | America                | Bangu                      | Botafogo                          |
| 1951 Detalhes | Fluminense (16)             | 1 – 0 2 – 0       | Bangu                  | Botafogo                   | Flamengo                          |
| 1952          | Vasco da Gama (10)          | [ nota 1 ]        | Flamengo Fluminense    | Não houve                  | Bangu                             |
| 1953 Detalhes | Flamengo (11)               | [ nota 13 ]       | Fluminense             | Botafogo                   | Vasco da Gama                     |
| 1954 Detalhes | Flamengo (12)               | [ nota 13 ]       | America                | Bangu                      | Vasco da Gama                     |
| 1955 Detalhes | Flamengo (13)               | 1 – 0 1 – 4 4 – 1 | America                | Bangu                      | Vasco da Gama                     |
| 1956 Detalhes | Vasco da Gama (11)          | [ nota 1 ]        | Fluminense             | Botafogo Flamengo          | Não houve                         |
| 1957 Detalhes | Botafogo (10)               | [ nota 1 ]        | Fluminense             | Flamengo                   | Vasco da Gama                     |
| 1958 Detalhes | Vasco da Gama (12)          | [ nota 8 ]        | Flamengo               | Botafogo                   | Fluminense                        |
| 1959 Detalhes | Fluminense (17)             | [ nota 1 ]        | Botafogo Bangu         | Não houve                  | Vasco da Gama                     |

| Ano             | Campeão            | Placar(es)  | Vice                   | 3.º lugar           | 4.º lugar                |
| --------------- | ------------------ | ----------- | ---------------------- | ------------------- | ------------------------ |
| 1960 Detalhes   | America (7)        | [ nota 1 ]  | Fluminense             | Botafogo            | Flamengo                 |
| 1961 Detalhes   | Botafogo (11)      | [ nota 15 ] | Flamengo Vasco da Gama | Não houve           | Fluminense Bangu         |
| 1962 Detalhes   | Botafogo (12)      | [ nota 1 ]  | Flamengo               | Fluminense          | Vasco da Gama            |
| 1963 Detalhes   | Flamengo (14)      | [ nota 1 ]  | Fluminense             | Bangu               | Botafogo                 |
| 1964 Detalhes   | Fluminense (18)    | 1 – 0 3 – 1 | Bangu                  | Flamengo            | Botafogo                 |
| 1965 Detalhes   | Flamengo (15)      | [ nota 1 ]  | Bangu                  | Fluminense Botafogo | Não houve                |
| 1966 Detalhes   | Bangu (2)          | [ nota 15 ] | Flamengo               | Fluminense Botafogo | Não houve                |
| 1967 Detalhes   | Botafogo (13)      | [ nota 15 ] | Bangu                  | Fluminense          | America                  |
| 1968 Detalhes   | Botafogo (14)      | [ nota 15 ] | Vasco da Gama Flamengo | Não houve           | America Bangu Fluminense |
| 1969 Detalhes   | Fluminense (19)    | [ nota 1 ]  | Flamengo               | Botafogo            | Vasco da Gama            |
| 1970 Detalhes   | Vasco da Gama (13) | [ nota 15 ] | Fluminense             | Botafogo            | America                  |
| 1971 Detalhes   | Fluminense (20)    | [ nota 15 ] | Botafogo               | Olaria              | Flamengo                 |
| 1972 Detalhes   | Flamengo(16)       | [ nota 8 ]  | Fluminense             | Vasco da Gama       | Botafogo                 |
| 1973 Detalhes   | Fluminense (21)    | 4 – 2       | Flamengo               | Vasco da Gama       | Botafogo                 |
| 1974            | Flamengo (17)      | [ nota 8 ]  | Vasco da Gama          | America             | Botafogo                 |
| 1975 Detalhes   | Fluminense (22)    | [ nota 8 ]  | Botafogo               | Vasco da Gama       | Flamengo                 |
| 1976 Detalhes   | Fluminense (23)    | [ nota 14 ] | Vasco da Gama          | America             | Botafogo                 |
| 1977 Detalhes   | Vasco da Gama (14) | [ nota 16 ] | Flamengo               | Fluminense          | Botafogo                 |
| 1978 Detalhes   | Flamengo (18)      | [ nota 16 ] | Vasco da Gama          | Fluminense          | Botafogo                 |
| 1979-I Detalhes | Flamengo (19)      | [ nota 15 ] | Fluminense             | Vasco da Gama       | Botafogo                 |

| Ano              | Campeão            | Placar(es)              | Vice          | 3.º lugar     | 4.º lugar            |
| ---------------- | ------------------ | ----------------------- | ------------- | ------------- | -------------------- |
| 1979-II Detalhes | Flamengo (20)      | [ nota 16 ]             | Vasco da Gama | Botafogo      | Fluminense           |
| 1980 Detalhes    | Fluminense (24)    | 1 – 0                   | Vasco da Gama | Flamengo      | Bangu                |
| 1981 Detalhes    | Flamengo (21)      | 2 – 1                   | Vasco da Gama | Botafogo      | Bangu                |
| 1982 Detalhes    | Vasco da Gama (15) | [ nota 8 ]              | Flamengo      | America       | Botafogo             |
| 1983 Detalhes    | Fluminense (25)    | [ nota 8 ]              | Flamengo      | Bangu         | America              |
| 1984 Detalhes    | Fluminense (26)    | [ nota 8 ]              | Flamengo      | Vasco da Gama | Bangu                |
| 1985 Detalhes    | Fluminense (27)    | [ nota 8 ]              | Bangu         | Flamengo      | Vasco da Gama        |
| 1986 Detalhes    | Flamengo (22)      | 0 – 0 2 – 0             | Vasco da Gama | Fluminense    | Botafogo             |
| 1987 Detalhes    | Vasco da Gama (16) | [ nota 8 ]              | Flamengo      | Bangu         | Fluminense           |
| 1988 Detalhes    | Vasco da Gama (17) | 2 – 1 1 – 0             | Flamengo      | Americano     | Fluminense           |
| 1989 Detalhes    | Botafogo (15)      | 0 – 0 1 – 0             | Flamengo      | Vasco da Gama | Fluminense           |
| 1990 Detalhes    | Botafogo (16)      | 1 – 0                   | Vasco da Gama | Fluminense    | Flamengo             |
| 1991 Detalhes    | Flamengo (23)      | 1 – 1 4 – 2             | Fluminense    | Botafogo      | Vasco da Gama        |
| 1992 Detalhes    | Vasco da Gama (18) | [ nota 16 ]             | Flamengo      | Fluminense    | América de Três Rios |
| 1993 Detalhes    | Vasco da Gama (19) | 2 – 0 1 – 2 0 – 0       | Fluminense    | Flamengo      | Bangu                |
| 1994 Detalhes    | Vasco da Gama (20) | [ nota 14 ]             | Flamengo      | Fluminense    | Botafogo             |
| 1995 Detalhes    | Fluminense (28)    | [ nota 15 ]             | Flamengo      | Botafogo      | Vasco da Gama        |
| 1996 Detalhes    | Flamengo (24)      | [ nota 16 ]             | Vasco da Gama | Botafogo      | Fluminense           |
| 1997 Detalhes    | Botafogo (17)      | 0 – 1 1 – 0             | Vasco da Gama | Flamengo      | Fluminense           |
| 1998 Detalhes    | Vasco da Gama (21) | [ nota 16 ]             | Flamengo      | Fluminense    | Bangu                |
| 1999             | Flamengo (25)      | 1 – 1 1 – 0             | Vasco da Gama | Fluminense    | Friburguense         |
| 2000 Detalhes    | Flamengo (26)      | 3 – 0 2 – 1             | Vasco da Gama | Botafogo      | Fluminense           |
| 2001 Detalhes    | Flamengo (27)      | 1 – 2 3 – 1             | Vasco da Gama | Americano     | Fluminense           |
| 2002 Detalhes    | Fluminense (29)    | 2 – 0 3 – 1             | Americano     | Bangu         | Friburguense         |
| 2003 Detalhes    | Vasco da Gama (22) | 2 – 1                   | Fluminense    | Flamengo      | Americano            |
| 2004             | Flamengo (28)      | 2 – 1 3 – 1             | Vasco da Gama | Fluminense    | Americano            |
| 2005 Detalhes    | Fluminense (30)    | 3 – 4 3 – 1             | Volta Redonda | Botafogo      | Americano            |
| 2006 Detalhes    | Botafogo (18)      | 2 – 0 3 – 1             | Madureira     | America       | Cabofriense          |
| 2007 Detalhes    | Flamengo (29)      | 2 – 2 4 – 2 (pen)       | Botafogo      | Madureira     | Vasco da Gama        |
| 2008 Detalhes    | Flamengo (30)      | 1 – 0 3 – 1             | Botafogo      | Fluminense    | Vasco da Gama        |
| 2009 Detalhes    | Flamengo (31)      | 2 – 2 4 – 2 (pen)       | Botafogo      | Vasco da Gama | Fluminense           |
| 2010 Detalhes    | Botafogo (19)      | [ nota 16 ]             | Flamengo      | Fluminense    | Vasco da Gama        |
| 2011 Detalhes    | Flamengo (32)      | [ nota 16 ]             | Fluminense    | Botafogo      | Boavista-RJ          |
| 2012 Detalhes    | Fluminense (31)    | 4 – 1 1 – 0             | Botafogo      | Flamengo      | Vasco da Gama        |
| 2013 Detalhes    | Botafogo (20)      | [ nota 16 ]             | Flamengo      | Fluminense    | Vasco da Gama        |
| 2014 Detalhes    | Flamengo (33)      | 1 – 1                   | Vasco da Gama | Fluminense    | Cabofriense          |
| 2015 Detalhes    | Vasco da Gama (23) | 1 – 0 2 – 1             | Botafogo      | Flamengo      | Fluminense           |
| 2016 Detalhes    | Vasco da Gama (24) | 1 – 0 1 – 1             | Botafogo      | Fluminense    | Flamengo             |
| 2017 Detalhes    | Flamengo (34)      | 1 – 0 2 – 1             | Fluminense    | Vasco da Gama | Botafogo             |
| 2018 Detalhes    | Botafogo (21)      | 2 – 3 1 – 0 4 – 3 (pen) | Vasco da Gama | Flamengo      | Fluminense           |
| 2019 Detalhes    | Flamengo (35)      | 2 – 0                   | Vasco da Gama | Bangu         | Fluminense           |
| 2020 Detalhes    | Flamengo (36)      | 2 – 1 1 – 0             | Fluminense    | Volta Redonda | Boavista-RJ          |
| 2021 Detalhes    | Flamengo (37)      | 1 – 1 3 – 1             | Fluminense    | Portuguesa-RJ | Volta Redonda        |
| 2022 Detalhes    | Fluminense (32)    | 2 – 0 1 – 1             | Flamengo      | Vasco da Gama | Botafogo             |
| 2023 Detalhes    | Fluminense (33)    | 0 – 2 4 – 1             | Flamengo      | Vasco da Gama | Volta Redonda        |
| 2024 Detalhes    | Flamengo (38)      | 3 – 0 1 – 0             | Nova Iguaçu   | Vasco da Gama | Fluminense           |
| 2025 Detalhes    | Flamengo (39)      | 2 – 1 0 – 0             | Fluminense    | Volta Redonda | Vasco da Gama        |

## Performances

### Por clube
| Clube                | Títulos | Vices | Terceiro lugar | Quarto lugar | G4  |
| -------------------- | --- | --- | --- | --- | --- |
| Flamengo             | 39 (1914, 1915, 1920, 1921, 1925, 1927, 1939, 1942, 1943, 1944, 1953, 1954, 1955, 1963, 1965, 1972, 1974, 1978, 1979-I, 1979-II, 1981, 1986, 1991, 1996, 1999, 2000, 2001, 2004, 2007, 2008, 2009, 2011, 2014, 2017, 2019, 2020, 2021, 2024 e 2025) | 35 (1912, 1913, 1919, 1922, 1923, 1924, 1932, 1936, 1937, 1938, 1940, 1941, 1952, 1958, 1961, 1962, 1966, 1968, 1969, 1973, 1977, 1982, 1983, 1984, 1987, 1988, 1989, 1992, 1994, 1995, 1998, 2010, 2013, 2022 e 2023) | 17 (1917, 1935, 1946, 1947, 1948, 1949, 1956, 1957, 1964, 1980, 1985, 1993, 1997, 2003, 2012, 2015 e 2018)                               | 9 (1916, 1918, 1928, 1951, 1960, 1971, 1975, 1990 e 2016) | 100 |
| Fluminense           | 33 (1906, 1907, 1908, 1909, 1911, 1917, 1918, 1919, 1924, 1936, 1937, 1938, 1940, 1941, 1946, 1951, 1959, 1964, 1969, 1971, 1973, 1975, 1976, 1980, 1983, 1984, 1985, 1995, 2002, 2005, 2012, 2022 e 2023)                                          | 26 (1910, 1915, 1920, 1925, 1927, 1933, 1935, 1943, 1949, 1952, 1953, 1956, 1957, 1960, 1963, 1970, 1972, 1979-II, 1991, 1993, 2003, 2011, 2017, 2020, 2021 e 2025)                                                    | 22 (1922, 1926, 1942, 1948, 1962, 1965, 1966, 1967, 1977, 1978, 1986, 1990, 1992, 1994, 1998, 1999, 2004, 2008, 2010, 2013, 2014 e 2016) | 22 (1914, 1923, 1929, 1939, 1944, 1947, 1958, 1961, 1968, 1979-I, 1987, 1988, 1989, 1996, 1997, 2000, 2001, 2009, 2015, 2018, 2019 e 2024)                          | 103 |
| Vasco da Gama        | 24 (1923, 1924, 1929, 1934, 1936, 1945, 1947, 1949, 1950, 1952, 1956, 1958, 1970, 1977, 1982, 1987, 1988, 1992, 1993, 1994, 1998, 2003, 2015 e 2016)                                                                                                | 26 (1926, 1928, 1930, 1931, 1935, 1944, 1948, 1961, 1968, 1974, 1976, 1978, 1979-I, 1980, 1981, 1986, 1990, 1996, 1997, 1999, 2000, 2001, 2004, 2014, 2018 e 2019)                                                     | 16 (1925, 1933, 1937, 1937-FMD, 1938, 1940, 1972, 1973, 1975, 1979-II, 1984, 1989, 2009, 2017, 2022, 2023 e 2024)                        | 19 (1927, 1941, 1943, 1953, 1954, 1955, 1957, 1959, 1962, 1969, 1985, 1991, 1995, 2007, 2008, 2010, 2012, 2013 e 2025)                                              | 85  |
| Botafogo             | 21 (1907, 1910, 1912, 1930, 1932, 1933, 1934, 1935, 1948, 1957, 1961, 1962, 1967, 1968, 1989, 1990, 1997, 2006, 2010, 2013 e 2018) | 21 (1908, 1909, 1913, 1914, 1916, 1918, 1939, 1942, 1944, 1945, 1946, 1947, 1959, 1971, 1975, 2007, 2008, 2009, 2012, 2015 e 2016)                                                                                     | 21 (1919, 1928, 1938, 1941, 1951, 1953, 1956, 1958, 1960, 1965, 1966, 1969, 1970, 1979-I, 1981, 1991, 1995, 1996, 2000, 2005 e 2011)     | 26 (1906, 1915, 1920, 1922, 1924, 1925, 1931, 1936, 1937, 1940, 1949, 1950, 1963, 1964, 1972, 1973, 1974, 1976, 1977, 1978, 1979-II, 1982, 1986, 1994, 2017 e 2022) | 89  |
| America              | 7 (1913, 1916, 1922, 1928, 1931, 1935 e 1960) | 8 (1911, 1914, 1917, 1921, 1929, 1950, 1954 e 1955) | 16 (1908, 1909, 1910, 1912, 1915, 1920, 1927, 1930, 1934, 1936, 1945, 1947, 1974, 1976, 1982 e 2006)                                     | 5 (1946, 1967, 1968, 1970 e 1983) | 36  |
| Bangu                | 2 (1933 e 1966) | 6 (1951, 1959, 1964, 1965, 1967 e 1985) | 12 (1916, 1921, 1931, 1934, 1950, 1954, 1955, 1963, 1983, 1987, 2002 e 2019)                                                             | 12 (1926, 1930, 1932, 1937, 1952, 1961, 1968, 1980, 1981, 1984, 1993 e 1998)                                                                                        | 32  |
| São Cristóvão        | 2 (1926 e 1937) | 1 (1934) | 8 (1918, 1923, 1924, 1929, 1935, 1936, 1939 e 1943)                                                                                      | 4 (1917, 1919, 1932 e 1942) | 15  |
| Paissandu            | 1 (1912) | 1 (1906) | 1 (1907) | 2 (1911 e 1913) | 5   |
| Madureira            | 0 | 3 (1936, 1937 e 2006) | 1 (2007) | 0 | 4   |
| Andarahy             | 0 | 1 (1934) | 3 (1921, 1932 e 1933) | 2 (1924 e 1935) | 6   |
| Americano            | 0 | 1 (2002) | 2 (1988 e 2001) | 3 (2003, 2004 e 2005) | 6   |
| Volta Redonda        | 0 | 1 (2005) | 2 (2020 e 2025) | 2 (2021 e 2023) | 5   |
| Olaria               | 0 | 1 (1933) | 2 (1934 e 1971) | 0 | 3   |
| Bonsucesso           | 0 | 1 (1924) | 1 (1933) | 2 (1935 e 1936) | 4   |
| SC Americano         | 0 | 1 (1912) | 0 | 0 | 1   |
| Nova Iguaçu          | 0 | 1 (2024) | 0 | 0 | 1   |
| Rio Cricket          | 0 | 0 | 2 (1906 e 1911) | 2 (1908 e 1912) | 4   |
| Engenho de Dentro AC | 0 | 0 | 1 (1924) | 1 (1933) | 2   |
| AA Internacional     | 0 | 0 | 1 (1907) | 0 | 1   |
| Paulistano-RJ        | 0 | 0 | 1 (1912) | 0 | 1   |
| Mavílis FC           | 0 | 0 | 1 (1934) | 0 | 1   |
| Portuguesa-RJ        | 0 | 0 | 1 (2021) | 0 | 1   |
| Riachuelo            | 0 | 0 | 0 | 2 (1909 e 1910) | 2   |
| Friburguense         | 0 | 0 | 0 | 2 (1999 e 2002) | 2   |
| Cabofriense          | 0 | 0 | 0 | 2 (2006 e 2014) | 2   |
| Boavista-RJ          | 0 | 0 | 0 | 2 (2011 e 2020) | 2   |
| Germânia             | 0 | 0 | 0 | 1 (1912) | 1   |
| América de Três Rios | 0 | 0 | 0 | 1 (1992) | 1   |

### Por cidade
| Cidade                | Títulos | Vices | Terceiro lugar | Quarto lugar | Total de G4 |
| --------------------- | ------- | ----- | -------------- | ------------ | ----------- |
| Rio de Janeiro        | 129     | 131   | 125            | 106          | 491         |
| Campos dos Goytacazes | 0       | 1     | 2              | 3            | 6           |
| Volta Redonda         | 0       | 1     | 2              | 2            | 5           |
| Nova Iguaçu           | 0       | 1     | 0              | 0            | 1           |
| Niterói               | 0       | 0     | 2              | 2            | 4           |
| Cabo Frio             | 0       | 0     | 0              | 2            | 2           |
| Nova Friburgo         | 0       | 0     | 0              | 2            | 2           |
| Saquarema             | 0       | 0     | 0              | 2            | 2           |
| Três Rios             | 0       | 0     | 0              | 1            | 1           |

### Por microrregião
| Microrregião           | Títulos | Vices | Terceiro lugar | Quarto lugar | Total de G4 |
| ---------------------- | ------- | ----- | -------------- | ------------ | ----------- |
| Rio de Janeiro         | 129     | 132   | 127            | 108          | 496         |
| Campos dos Goytacazes  | 0       | 1     | 2              | 3            | 6           |
| Vale do Paraíba do Sul | 0       | 1     | 2              | 2            | 5           |
| Lagos                  | 0       | 0     | 0              | 4            | 4           |
| Nova Friburgo          | 0       | 0     | 0              | 2            | 2           |
| Três Rios              | 0       | 0     | 0              | 1            | 1           |

### Por mesorregião
| Mesorregião         | Títulos | Vices | Terceiro lugar | Quarto lugar | Total de G4 |
| ------------------- | ------- | ----- | -------------- | ------------ | ----------- |
| Metropolitana       | 129     | 132   | 127            | 108          | 496         |
| Norte Fluminense    | 0       | 1     | 2              | 3            | 6           |
| Sul Fluminense      | 0       | 1     | 2              | 2            | 5           |
| Baixadas Litorâneas | 0       | 0     | 0              | 4            | 4           |
| Centro Fluminense   | 0       | 0     | 0              | 3            | 3           |

## Recordes

### Títulos consecutivos

#### Tetracampeonatos
- Fluminense: 1 vez (1906-07-08-09)
- Botafogo: 1 vez (1932-33-34-35)

#### Tricampeonatos
- Flamengo: 6 vezes (1942-43-44, 1953-54-55, 1978-79(I)-79(II), 1999-2000-01, 2007-08-09 e 2019-20-21)
- Fluminense: 3 vezes (1917-18-19, 1936-37-38 e 1983-84-85)
- Vasco da Gama: 1 vez (1992-93-94)

#### Bicampeonatos
- Vasco da Gama: 4 vezes (1923-24, 1949-50, 1987-88 e 2015-16)
- Fluminense: 3 vezes (1940-41, 1975-76 e 2022-23)
- Botafogo: 3 vezes (1961-62, 1967-68 e 1989-90)
- Flamengo: 3 vezes (1914-15, 1920-21 e 2024-25)

### Campeões do Campeonato Carioca, Taça Guanabara e Taça Rio
- Vasco da Gama: 3 vezes (1992, 1998 e 2003)
- Botafogo: 3 vezes (1997, 2010 e 2013)
- Flamengo: 2 vezes (1996 e 2011)

### Campeões invictos
- Flamengo: 7 vezes (1915, 1920, 1979-I, 1996, 2011, 2017 e 2024)
- Vasco da Gama: 6 vezes (1924, 1945, 1947, 1949, 1992 e 2016)
- Fluminense: 3 vezes (1908, 1909 e 1911)
- São Cristóvão: 1 vez (1937)
- Botafogo: 1 vez (1989)

### Por período

#### Pré-profissionalismo (1906–1932; 1933–1934 AMEA)
Títulos por clube durante o amadorismo:
| Clube         | Títulos |
| ------------- | ------- |
| Fluminense    | 9       |
| Botafogo      | 7       |
| Flamengo      | 6       |
| America       | 5       |
| Vasco da Gama | 3       |
| São Cristóvão | 1       |
| Paissandu     | 1       |

A FMD, sucessora da AMEA (que defendia o amadorismo), não abandonou o amadorismo a priori, mas passou a adotar um regime livre/misto, aceitando jogadores e clubes profissionais. Na prática, jogar como profissional na liga passou a ser uma questão de escolha ou condições econômicas. Suas disputas estão agregadas na fase profissional.

#### Pós-profissionalismo (1933–1934 LCF; 1935–2025)
Títulos por clube após o profissionalismo do Futebol Carioca:
| Clube         | Títulos |
| ------------- | ------- |
| Flamengo      | 33      |
| Fluminense    | 24      |
| Vasco da Gama | 21      |
| Botafogo      | 14      |
| America       | 2       |
| Bangu         | 2       |
| São Cristóvão | 1       |

#### Pré-fusão (1906–1979 I)
Títulos por clube antes da fusão entre a Federação Carioca de Futebol e a Federação Fluminense de Despostos, que ocorreu devido à fusão entre o Estado da Guanabara e o antigo Estado do Rio de Janeiro em 1975:
| Clube         | Títulos |
| ------------- | ------- |
| Fluminense    | 23      |
| Flamengo      | 19      |
| Vasco da Gama | 14      |
| Botafogo      | 14      |
| America       | 7       |
| Bangu         | 2       |
| São Cristóvão | 2       |
| Paissandu     | 1       |

#### Pós-fusão (1979 II–2025)
Títulos por clube após a fusão entre a Federação Carioca de Futebol e a Federação Fluminense de Desportos:
| Clube         | Títulos |
| ------------- | ------- |
| Flamengo      | 20      |
| Vasco da Gama | 10      |
| Fluminense    | 10      |
| Botafogo      | 7       |

#### Distrito Federal (1906–1959)
Títulos por clube enquanto a cidade do Rio de Janeiro tinha o status de Distrito Federal:
| Clube         | Títulos |
| ------------- | ------- |
| Fluminense    | 17      |
| Flamengo      | 13      |
| Vasco da Gama | 12      |
| Botafogo      | 10      |
| America       | 6       |
| São Cristóvão | 2       |
| Bangu         | 1       |
| Paissandu     | 1       |

#### Estado da Guanabara (1960–1979 I)
Títulos por clube enquanto Campeonato Estadual da Guanabara:
| Clube         | Títulos |
| ------------- | ------- |
| Flamengo      | 8       |
| Fluminense    | 7       |
| Botafogo      | 4       |
| Vasco da Gama | 3       |
| America       | 1       |
| Bangu         | 1       |

Campeões da Guanabara enquanto esta existia (1960 a 1974): Flamengo: 6; Fluminense: 5; Botafogo: 4; Vasco: 2; America: 1; Bangu: 1.

#### Século XX (1906–2000)
Títulos por clube no século XX:
| Clube         | Títulos |
| ------------- | ------- |
| Fluminense    | 28      |
| Flamengo      | 26      |
| Vasco da Gama | 21      |
| Botafogo      | 17      |
| America       | 7       |
| Bangu         | 2       |
| São Cristóvão | 2       |
| Paissandu     | 1       |

#### Século XXI (2001–2025)
Títulos por clube no século XXI:
| Clube         | Títulos |
| ------------- | ------- |
| Flamengo      | 13      |
| Fluminense    | 5       |
| Botafogo      | 4       |
| Vasco da Gama | 3       |

## Participações
Os seis clubes que mais participaram da competição:
| Clubes        | Cidade         | Participações | Anos                                         |
| ------------- | -------------- | ------------- | -------------------------------------------- |
| Fluminense    | Rio de Janeiro | 120           | 1906–2025                                    |
| Botafogo      | Rio de Janeiro | 119 (*)       | 1906-2025                                    |
| Flamengo      | Rio de Janeiro | 114           | 1912–2025                                    |
| Bangu         | Rio de Janeiro | 112           | 1906, 1909, 1912–1913, 1915–2004 e 2009–2025 |
| America       | Rio de Janeiro | 105           | 1906, 1909, 1912–1913, 1915–2004 e 2009–2018 |
| Vasco da Gama | Rio de Janeiro | 104           | 1923-2025                                    |

(*) O Botafogo abandonou o Campeonato Carioca de 1911 e seus jogos, logo a sua participação,  foram anulados.

## Artilheiros

### Artilheiros por edições
Fonte: bolanaarea.com
| Ano              | Artilheiro         | Clube         | Gols |
| ---------------- | ------------------ | ------------- | ---- |
| 1906             | Horácio da Costa   | Fluminense    | 18   |
| 1907             | Flávio Ramos       | Botafogo      | 6    |
| 1908             | Edwin Cox          | Fluminense    | 12   |
| 1909             | Flávio Ramos       | Botafogo      | 18   |
| 1910             | Abelardo de Lamare | Botafogo      | 22   |
| 1911             | James Calvert      | Fluminense    | 7    |
| 1912 (pela AFRJ) | Mimi Sodré         | Botafogo      | 12   |
| 1912 (pela LMSA) | Henry Robinson     | Paissandu     | 24   |
| 1913             | Mimi Sodré         | Botafogo      | 13   |
| 1914             | Barthô             | Fluminense    | 10   |
| 1915             | Henry Welfare      | Fluminense    | 19   |
| 1916             | Aluízio Pinto      | Botafogo      | 12   |
| 1917             | Luís Menezes       | Botafogo      | 16   |
| 1918             | Luís Menezes       | Botafogo      | 21   |
| 1919             | Braz de Oliveira   | São Cristóvão | 24   |
| 1920             | Claudionor         | Bangu         | 17   |
| 1920             | Arlindo Pacheco    | Botafogo      | 17   |
| 1921             | Nonô               | Flamengo      | 11   |
| 1922             | Braz de Oliveira   | Carioca       | 15   |
| 1923             | Nonô               | Flamengo      | 17   |
| 1924 (pela AMEA) | Nilo               | Fluminense    | 28   |
| 1924 (pela LMDT) | Telê               | Andarahy      | 16   |
| 1925             | Nonô               | Flamengo      | 27   |
| 1926             | Vicente            | São Cristóvão | 25   |
| 1927             | Nilo               | Botafogo      | 30   |
| 1928             | Vicente            | São Cristóvão | 21   |
| 1929             | Telê               | America       | 23   |
| 1929             | Russinho           | Vasco da Gama | 23   |
| 1930             | Ladislau da Guia   | Bangu         | 20   |
| 1930             | Preguinho          | Fluminense    | 20   |
| 1931             | Russinho           | Vasco da Gama | 17   |
| 1932             | Preguinho          | Fluminense    | 21   |
| 1933 (pela AMEA) | Nilo               | Botafogo      | 19   |
| 1933 (pela LCF)  | Tião               | Bangu         | 13   |
| 1934 (pela AMEA) | Bianco             | Andarahy      | 13   |
| 1934 (pela LCF)  | Alfredinho         | Flamengo      | 10   |
| 1935 (pela FMD)  | Ladislau da Guia   | Bangu         | 18   |
| 1935 (pela LCF)  | China              | Bonsucesso    | 16   |
| 1936 (pela FMD)  | Carvalho Leite     | Botafogo      | 15   |
| 1936 (pela LCF)  | Hércules           | Fluminense    | 23   |
| 1937 (pela FMD)  | Carreiro           | São Cristóvão | 7    |
| 1937 (pela FMD)  | Caxambu            | São Cristóvão | 7    |
| 1937 (pela FMD)  | Roberto            | São Cristóvão | 7    |
| 1937 (pela LFRJ) | Niginho            | Vasco da Gama | 25   |
| 1938             | Carvalho Leite     | Botafogo      | 16   |
| 1939             | Carvalho Leite     | Botafogo      | 22   |
| 1940             | Leônidas da Silva  | Flamengo      | 30   |
| 1941             | Sylvio Pirillo     | Flamengo      | 39   |
| 1942             | Heleno de Freitas  | Botafogo      | 28   |
| 1943             | João Pinto         | São Cristóvão | 26   |
| 1944             | Geraldino          | Canto do Rio  | 19   |
| 1945             | Lelé               | Vasco da Gama | 13   |
| 1946             | Rodrigues          | Fluminense    | 28   |
| 1947             | Dimas              | Vasco da Gama | 18   |
| 1948             | Octávio            | Botafogo      | 21   |
| 1948             | Orlando Pingo      | Fluminense    | 21   |
| 1949             | Ademir de Menezes  | Vasco da Gama | 31   |
| 1950             | Ademir de Menezes  | Vasco da Gama | 25   |
| 1951             | Carlyle            | Fluminense    | 23   |
| 1952             | Menezes            | Bangu         | 19   |
| 1952             | Zizinho            | Bangu         | 19   |
| 1953             | Jorge Benítez      | Flamengo      | 22   |
| 1954             | Dino da Costa      | Botafogo      | 24   |
| 1955             | Paulinho           | Flamengo      | 23   |
| 1956             | Waldo Machado      | Fluminense    | 22   |
| 1957             | Paulo Valentim     | Botafogo      | 22   |
| 1958             | Quarentinha        | Botafogo      | 20   |

| Ano     | Artilheiro          | Clube             | Gols |
| ------- | ------------------- | ----------------- | ---- |
| 1959    | Quarentinha         | Botafogo          | 25   |
| 1960    | Quarentinha         | Botafogo          | 25   |
| 1961    | Amarildo            | Botafogo          | 18   |
| 1962    | Saulzinho           | Vasco da Gama     | 18   |
| 1963    | Bianchini           | Bangu             | 18   |
| 1964    | Amoroso             | Fluminense        | 19   |
| 1965    | Amoroso             | Fluminense        | 10   |
| 1966    | Paulo Borges        | Bangu             | 16   |
| 1967    | Paulo Borges        | Bangu             | 13   |
| 1968    | Roberto Miranda     | Botafogo          | 13   |
| 1969    | Flávio Minuano      | Fluminense        | 15   |
| 1970    | Flávio Minuano      | Fluminense        | 18   |
| 1971    | Paulo Cézar Lima    | Botafogo          | 11   |
| 1972    | Narciso Doval       | Flamengo          | 16   |
| 1973    | Dadá Maravilha      | Flamengo          | 15   |
| 1974    | Luisinho Lemos      | America           | 20   |
| 1975    | Zico                | Flamengo          | 30   |
| 1976    | Narciso Doval       | Fluminense        | 20   |
| 1977    | Zico                | Flamengo          | 27   |
| 1978    | Cláudio Adão        | Flamengo          | 19   |
| 1978    | Zico                | Flamengo          | 19   |
| 1978    | Roberto Dinamite    | Vasco da Gama     | 19   |
| 1979-I  | Zico                | Flamengo          | 26   |
| 1979-II | Zico                | Flamengo          | 34   |
| 1980    | Cláudio Adão        | Fluminense        | 20   |
| 1981    | Roberto Dinamite    | Vasco da Gama     | 31   |
| 1982    | Zico                | Flamengo          | 21   |
| 1983    | Luisinho Lemos      | America           | 22   |
| 1984    | Cláudio Adão        | Bangu             | 12   |
| 1984    | Baltazar            | Botafogo          | 12   |
| 1985    | Roberto Dinamite    | Vasco da Gama     | 12   |
| 1986    | Romário             | Vasco da Gama     | 16   |
| 1987    | Romário             | Vasco da Gama     | 16   |
| 1988    | Bebeto              | Flamengo          | 17   |
| 1989    | Bebeto              | Flamengo          | 18   |
| 1990    | Gaúcho              | Flamengo          | 14   |
| 1991    | Gaúcho              | Flamengo          | 17   |
| 1992    | Ézio                | Fluminense        | 15   |
| 1993    | Valdir Bigode       | Vasco da Gama     | 19   |
| 1994    | Túlio Maravilha     | Botafogo          | 14   |
| 1994    | Charles             | Flamengo          | 14   |
| 1995    | Túlio Maravilha     | Botafogo          | 27   |
| 1996    | Romário             | Flamengo          | 26   |
| 1997    | Romário             | Flamengo          | 18   |
| 1998    | Romário             | Flamengo          | 10   |
| 1999    | Romário             | Flamengo          | 19   |
| 2000    | Romário             | Vasco da Gama     | 19   |
| 2001    | Edílson             | Flamengo          | 16   |
| 2002    | Fábio               | Volta Redonda     | 16   |
| 2003    | Fábio Bala          | Fluminense        | 10   |
| 2004    | Valdir Bigode       | Vasco da Gama     | 14   |
| 2005    | Túlio Maravilha     | Volta Redonda     | 12   |
| 2006    | Dodô                | Botafogo          | 9    |
| 2007    | Dodô                | Botafogo          | 13   |
| 2007    | Marcelo             | Madureira         | 13   |
| 2008    | Wellington Paulista | Botafogo          | 14   |
| 2009    | Maicosuel           | Botafogo          | 12   |
| 2010    | Vágner Love         | Flamengo          | 15   |
| 2011    | Frontini            | Boavista-RJ       | 10   |
| 2011    | Fred                | Fluminense        | 10   |
| 2012    | Somália             | Boavista-RJ       | 12   |
| 2012    | Alecsandro          | Vasco da Gama     | 12   |
| 2013    | Hernane             | Flamengo          | 12   |
| 2014    | Edmilson            | Vasco da Gama     | 11   |
| 2015    | Fred                | Fluminense        | 11   |
| 2016    | Tiago Amaral        | Volta Redonda     | 10   |
| 2017    | Paolo Guerrero      | Flamengo          | 10   |
| 2018    | Pedro               | Fluminense        | 7    |
| 2019    | Bruno Henrique      | Flamengo          | 8    |
| 2020    | Gabigol             | Flamengo          | 8    |
| 2020    | João Carlos         | Volta Redonda     | 8    |
| 2021    | Alef Manga          | Volta Redonda     | 9    |
| 2022    | Gabigol             | Flamengo          | 9    |
| 2023    | Germán Cano         | Fluminense        | 16   |
| 2024    | Pedro               | Flamengo          | 11   |
| 2025    | Germán Cano         | Fluminense        | 6    |
| 2025    | Pablo Vegetti       | Vasco da Gama     | 6    |
| 2025    | Max                 | Sampaio Corrêa-RJ | 6    |

### Maiores artilheiros
Os 25 maiores artilheiros da história do Campeonato Carioca:
1. 284 gols:  Roberto Dinamite (Vasco da Gama)
2. 239 gols:  Zico (Flamengo)
3. 233 gols:  Romário (Vasco da Gama, Flamengo e Fluminense)
4. 197 gols:  Ademir de Menezes (Vasco da Gama e Fluminense)
5. 196 gols:  Nilo (Botafogo, Brasil e Fluminense)
6. 172 gols:  Ladislau da Guia (Bangu e Canto do Rio)
7. 166 gols:  Carvalho Leite (Botafogo)
8. 164 gols:  Russinho (Andarahy, Vasco da Gama e Botafogo)
9. 156 gols:  Luizinho Lemos (America, Flamengo, Botafogo e Americano)
10. 153 gols:  Zizinho (Flamengo e Bangu)
11. 151 gols:  Pirillo (Flamengo e Botafogo)
12. 149 gols:  Quarentinha (Botafogo e Bonsucesso)
13. 133 gols:  Heleno de Freitas (Botafogo e Vasco da Gama)
14. 125 gols:  Leônidas da Silva (Syrio e Libanez, Bonsucesso, Flamengo e Botafogo)
15. 123 gols:  Welfare (Fluminense)
16. 118 gols:  Didi (Madureira, Fluminense e Botafogo)
17. 114 gols:  Pinga (Vasco da Gama)
18. 112 gols:  Cláudio Adão (Flamengo, Fluminense, Vasco da Gama, Bangu, Campo Grande e Volta Redonda)
19. 105 gols:  Perácio (Botafogo, Flamengo e Canto do Rio)
20. 105 gols:  Plácido (Bangu e America)
21. 102 gols:  Orlando Pingo (Fluminense e Botafogo)
22. 102 gols:  Waldo (Fluminense)
23. 100 gols:  Preguinho (Fluminense)
24. 98 gols:  Bebeto (Flamengo, Vasco da Gama e Botafogo)
25. 96 gols:  Hércules (Fluminense)

### Artilheiros por time
Ranking de clubes com mais artilheiros na história da competição.
| Ranking | Time              | Número de artilheiros |
| ------- | ----------------- | --------------------- |
| 1º      | Flamengo          | 34 vezes              |
| 2º      | Botafogo          | 31 vezes              |
| 3º      | Fluminense        | 26 vezes              |
| 4º      | Vasco da Gama     | 19 vezes              |
| 5º      | Bangu             | 11 vezes              |
| 6º      | São Cristóvão     | 7 vezes               |
| 7º      | Volta Redonda     | 5 vezes               |
| 8º      | America           | 4 vezes               |
| 9º      | Andarahy          | 3 vezes               |
| 10º     | Boavista-RJ       | 2 vezes               |
| 11º     | Bonsucesso        | 1 vez                 |
| 11º     | Canto do Rio      | 1 vez                 |
| 11º     | Madureira         | 1 vez                 |
| 11º     | Paissandu         | 1 vez                 |
| 11º     | Sampaio Corrêa-RJ | 1 vez                 |

## Estatísticas
| 1. 1915 - 6,93 2. 1926 - 5,26 3. 1910 - 5,20 4. 1927 - 5,20 5. 1943 - 5,10 6. 1937 - 4,95 7. 1941 - 4,93 8. 1946 - 4,88 9. 1947 - 4,85 10. 1938 - 4,70 Fonte: Jornal Lance! (RJ), de 31 de março de 2007 | 1. 1999 - 26.885 2. 1979 - 25.156 3. 1969 - 21.729 4. 1953 - 19.653 5. 1971 - 18.809 6. 1954 - 17.976 7. 1965 - 17.620 8. 1976 - 16.869 9. 1972 - 16.627 10. 1958 - 16.302 Fonte: Revista Lance! Guia do Campeonato Carioca de 2004 |

### Médias de público por clube
- Período: 1971–2023 (exceto 2001–2003)[15]

1. Flamengo: 28.309
2. Fluminense: 20.214
3. Vasco da Gama: 20.160
4. Botafogo: 15.991
5. America: 7.117
6. Bangu: 4.338
7. Goytacaz: 3.869
8. Volta Redonda: 3.698
9. Bonsucesso: 3.540
10. Campo Grande: 2.838
11. Madureira: 2.571
12. Americano: 2.456
13. Olaria: 2.361
14. São Cristóvão: 2.293
15. Nova Iguaçu: 2.031

### Pioneirismos
- Primeira partida da história do Campeonato Carioca - dia 3 de maio de 1906, quando o Fluminense derrotou o Payssandu por 7 a 1 em Laranjeiras, perante cerca de mil torcedores.
- Primeiro jogo fora do estado do Rio – Flamengo 2 a 1 Fluminense, 21 de fevereiro de 2016, Estádio Mané Garrincha, Brasília.[16]

## Outros torneios

### Torneios estaduais da LMDT
A Liga Metropolitana de Desportos Terrestres (LMDT) continuou organizando campeonatos estaduais até 1932. Embora esses campeonatos sejam formalmente campeonatos estaduais, a atual Federação de Futebol do Estado do Rio de Janeiro não os lista na cronologia oficial do Campeonato Carioca. Eis os campeões:
| Ano  | Campeão              |
| ---- | -------------------- |
| 1925 | Engenho de Dentro AC |
| 1926 | Modesto              |
| 1927 | Modesto              |
| 1928 | SC América           |
| 1929 | SC América           |
| 1930 | Santa Cruz           |
| 1931 | Oriente              |
| 1932 | Boa Vista            |

Em 1933 com a fundação da profissional Liga Carioca de Football, a LMDT desistiu de tentar rivalizar com mais uma liga e se tornou sub-liga da LCF, responsável pelos campeonatos de amadores da mesma - função semelhante ao do D.A. de 1949. Os campeões desses anos, que não mais podem ser considerados campeões estaduais, foram:
| Ano  | Campeão          |
| ---- | ---------------- |
| 1933 | Viação Excelsior |
| 1934 | São José         |

### Copa Rio
A copa estadual do futebol carioca, disputada desde 1991.

### Torneio Super Clássicos
Disputado entre os quatro grandes clubes do campeonato e contabilizadas apenas as partidas entre eles durante os dois turnos, excluindo-se, caso ocorressem, as partidas semifinais e finais dos turnos e do campeonato.
| Ano  | Campeão  | Vice-campeão  | 3º Colocado   | 4º Colocado   |
| ---- | -------- | ------------- | ------------- | ------------- |
| 2013 | Flamengo | Botafogo      | Fluminense    | Vasco da Gama |
| 2014 | Flamengo | Fluminense    | Vasco da Gama | Botafogo      |
| 2015 | Flamengo | Vasco da Gama | Botafogo      | Fluminense    |

### Torneio Extra (2013)
Disputado entre as demais equipes e contabilizadas as partidas que não envolvam a participação dos quatro grandes clubes do campeonato durante os dois turnos, excluindo-se, caso ocorressem, as partidas semifinais e finais dos turnos e do campeonato.
| Ano  | Campeão     | Vice-campeão | Outras equipes participantes |
| ---- | ----------- | ------------ | ---------------------------- |
| 2013 | Boavista-RJ | Resende      | Demais 10 equipes            |

### Torneio Aberto
| Ano  | Campeão    |
| ---- | ---------- |
| 1935 | Fluminense |
| 1936 | Flamengo   |

### Torneio Municipal
| Ano  | Campeão       |
| ---- | ------------- |
| 1938 | Fluminense    |
| 1943 | São Cristóvão |
| 1944 | Vasco da Gama |
| 1945 | Vasco da Gama |
| 1946 | Vasco da Gama |
| 1947 | Vasco da Gama |
| 1948 | Fluminense    |
| 1951 | Botafogo      |
| 1996 | Botafogo (*)  |

(*) Taça Cidade Maravilhosa, por analogia.

### Torneio Extra
| Ano  | Campeão    |
| ---- | ---------- |
| 1938 | America    |
| 1941 | Fluminense |
| 1952 | America    |
| 1958 | Botafogo   |

### Torneio Relâmpago
| Ano  | Campeão       |
| ---- | ------------- |
| 1943 | Flamengo      |
| 1944 | Vasco da Gama |
| 1945 | America       |
| 1946 | Vasco da Gama |

### Taça Guanabara (independente)
Essa lista denota a época que a Taça Guanabara foi um torneio independente do Campeonato Carioca.
| Ano  | Campeão       |
| ---- | ------------- |
| 1965 | Vasco da Gama |
| 1966 | Fluminense    |
| 1967 | Botafogo      |
| 1968 | Botafogo      |
| 1969 | Fluminense    |
| 1970 | Flamengo      |
| 1971 | Fluminense    |
| 1980 | Flamengo      |

### Torneio Início do Campeonato Carioca
O Torneio Início era jogado na véspera do começo do Carioca, adaptando-se as regras do futebol para findar em apenas um dia, com jogos no mesmo campo. Foi travado de 1916 a 1977, tendo regularidade anual de 1918 a 1934 e de 1937 a 1965.

### Torneios de consolação

#### Troféu Moisés Mathias de Andrade
Disputado entre os 3º e 4º colocados dos dois grupos da Taça Guanabara. Foi nomeado em homenagem a Moisés Matias de Andrade, ex-futebolista e ex-treinador fluminense.
| Ano  | Campeão   | Vice-campeão | Outras equipes participantes | Outras equipes participantes |
| ---- | --------- | ------------ | ---------------------------- | ---------------------------- |
| 2009 | Americano | Mesquita     | Cabofriense                  | Macaé                        |
| 2010 | Olaria    | Boavista     | America                      | Madureira                    |

#### Troféu João Ellis Filho
Disputado entre os 3º e 4º colocados dos dois grupos da Taça Rio. Foi nomeado em homenagem a João Ellis Filho, ex-presidente do Campo Grande e pai do atual presidente do clube, João Ellis Neto.
| Ano  | Campeão      | Vice-campeão     | Outras equipes participantes | Outras equipes participantes |
| ---- | ------------ | ---------------- | ---------------------------- | ---------------------------- |
| 2009 | Friburguense | Tigres do Brasil | Boavista                     | Madureira                    |
| 2010 | America      | Macaé            | Boavista                     | Bangu                        |

#### Troféu Washington Rodrigues
Disputado entre os 3º e 4º colocados dos dois grupos da Taça Guanabara de 2012. Foi nomeado em homenagem a Washington Rodrigues, radialista e jornalista esportivo.
| Ano  | Campeão | Vice-campeão | Outras equipes participantes | Outras equipes participantes |
| ---- | ------- | ------------ | ---------------------------- | ---------------------------- |
| 2011 | Olaria  | Resende      | Bangu                        | Nova Iguaçu                  |

#### Troféu Carlos Alberto Torres
Disputado entre os 3º e 4º colocados dos dois grupos da Taça Rio. Foi nomeado em homenagem a Carlos Alberto Torres, ex-futebolista e capitão da Seleção Brasileira na Copa de 70.
| Ano  | Campeão   | Vice-campeão | Outras equipes participantes | Outras equipes participantes |
| ---- | --------- | ------------ | ---------------------------- | ---------------------------- |
| 2011 | Madureira | Boavista     | Botafogo                     | Americano                    |

#### Troféu Edilson Silva
Disputado entre os 3º e 4º colocados dos dois grupos da Taça Guanabara.
| Ano  | Campeão     | Vice-campeão | Outras equipes participantes | Outras equipes participantes |
| ---- | ----------- | ------------ | ---------------------------- | ---------------------------- |
| 2012 | Nova Iguaçu | Friburguense | Boavista                     | Resende                      |

#### Troféu Luiz Penido
Disputado entre os 3º e 4º colocados dos dois grupos da Taça Rio de 2012. Foi nomeado em homenagem a Luiz Penido, radialista e locutor esportivo.
| Ano  | Campeão    | Vice-campeão  | Outras equipes participantes | Outras equipes participantes |
| ---- | ---------- | ------------- | ---------------------------- | ---------------------------- |
| 2012 | Fluminense | Volta Redonda | Macaé                        | Resende                      |

### Torneios de equipes reservas

#### Campeonato Carioca de Segundos Quadros
O Campeonato Carioca de Segundos Quadros foi disputado, de 1906 a 1934. Os jogos eram disputados pelos segundos quadros (como eram chamadas as formações reservas dos clubes) nas preliminares dos times principais.

#### Campeonato Carioca de Segundos Quadros da LMDT (1925–1932)
Ainda houve campeonatos dos 2º quadros da LMDT em 1933 e 1934, mas por ter se tornado sub-liga da LCF, esses campeonatos não mais tinham status de estadual:

#### Campeonato Carioca de Amadores
Com o estabelecimento do futebol profissional pela Liga Carioca de Futebol em 1933, os Segundos Quadros foram substituídos pelo Campeonato de Quadros Amadores, destinados aos atletas que não quiseram a profissionalização. A Federação Metropolitana de Desportos, a liga profissional da CBD surgida em 1935, seguiu a fórmula, mantida após a fusão e que permaneceu até 1944, ano em que o futebol amador cessou completamente de existir nos clubes da divisão principal. Os campeões:
Posteriormente foi disputado o Campeonato Carioca de Reservas (Aspirantes), com espírito similar ao de Segundos Quadros (porém com profissionais) e portanto quase uma continuidade deste. A categoria de Reservas (Aspirantes) podia incluir até três jogadores acima de 23 anos, limite da categoria. Agora, já estão listados os campeões.[carece de fontes?]
| Ano  | Campeão       |
| ---- | ------------- |
| 1941 | Fluminense    |
| 1942 | Vasco da Gama |
| 1943 | Vasco da Gama |
| 1944 | Botafogo      |
| 1945 | Botafogo      |
| 1946 | Vasco da Gama |
| 1947 | Vasco da Gama |
| 1948 | Vasco da Gama |
| 1949 | Vasco da Gama |
| 1950 | Bangu         |
| 1951 | Fluminense    |
| 1952 | Fluminense    |
| 1953 | Fluminense    |
| 1954 | Fluminense    |
| 1955 | Flamengo      |
| 1956 | Flamengo      |
| 1957 | Fluminense    |
| 1958 | Botafogo      |
| 1959 | Botafogo      |
| 1960 | Vasco da Gama |
| 1961 | Vasco da Gama |
| 1962 | Fluminense    |
| 1963 | Fluminense    |
| 1964 | Vasco da Gama |
| 1965 | Botafogo      |
| 1966 | Vasco da Gama |
| 1967 | Vasco da Gama |
| 1968 | America       |
| 1969 | Não realizado |
| 1970 | Flamengo      |

#### Total de títulos de equipes reservas
| Clube         | Total | Anos Campeão                                                                              |
| ------------- | ----- | ----------------------------------------------------------------------------------------- |
| Vasco da Gama | 15    | 1924; 1928; 1934; 1936; 1942; 1943; 1946; 1947; 1948; 1949; 1960; 1961; 1964; 1966 e 1967 |
| Fluminense    | 13    | 1908; 1911; 1921; 1924; 1933; 1941; 1951; 1952; 1953; 1954; 1957; 1962 e 1963             |
| Flamengo      | 13    | 1912; 1913; 1914; 1916; 1917; 1918; 1925; 1927; 1931; 1935; 1955; 1956 e 1970             |
| Botafogo      | 11    | 1906; 1907; 1909; 1910; 1915; 1922; 1944; 1945; 1958; 1959 e 1965                         |
| America       | 8     | 1919; 1923; 1926; 1929; 1930; 1932; 1936 e 1968                                           |
| Bangu         | 1     | 1950                                                                                      |
| São Cristóvão | 1     | 1935                                                                                      |
| Andarahy      | 1     | 1920                                                                                      |
| Olaria        | 1     | 1933                                                                                      |
| Mavílis FC    | 1     | 1934                                                                                      |

### Torneios de categorias de base
O Campeonato Carioca de Juvenis começou a ser disputado em 1920.
A partir de 1980 a competição é renomeada Campeonato Estadual de Juniores, ambos Sub-20 (a categoria de Juvenis passou a partir dai a ser a designação do Campeonato Sub-17).

### Publicações
- ASSAF, Roberto; MARTINS, Clovis. Campeonato Carioca - 96 Anos de História - 1902/1997. Ed. Irradiação Cultural. Rio de Janeiro; 1997.
- MERCIO, Roberto. A História dos Campeonatos Cariocas de Futebol. Studio Alfa. Rio de Janeiro; 1985.
- ASSAF, Roberto e MARTINS, Clóvis. História dos Campeonatos Cariocas de Futebol - 1906/2010. Maquinária Editora; 2010.
- QUADROS, Raymundo e ALMEIDA, Auriel de. O Campeão Esquecido: Como o título carioca de 1937 do São Cristóvão foi apagado da história. Hanoi Editora; 2019.